# Тома Иванов
Тома Иванов Фортомаров е български революционер, деец на Вътрешната македоно-одринска революционна организация.

## Биография
Иванов е роден в 1875 година в леринското село Пътеле, тогава в Османската империя, днес Агиос Панделеймонас, Гърция. Получава основно образование. Влиза във ВМОРО в 1898 година. Взима участие в Илинденско-Преображенското въстание през лятото на 1903 година в четата на Тане Стойчев. След погрома на въстанието до 1906 година е ръководител на революционния комитет в Пътеле и селски войвода.
На 16 март 1943 година, като жител на Варна, подава молба за народна пенсия, която е одобрена и отпусната от Министерския съвет на Царство България.